# Andreï Andreïevitch Echpaï
Andreï Andreïevitch Echpaï (en russe : Андрей Андреевич Эшпай), né le 18 avril 1956 à Moscou, est un réalisateur, scénariste et producteur de cinéma soviétique puis russe,.
Il est le fils d'Andreï Yakovlevitch Echpaï.

## Filmographie non exhaustive

### Réalisateur
- 1983 : Quand on jouait Bach (Когда играли Баха)
- 1988 : Le Blagueur (ru) (Шут)
- 1990 : Humiliés et Offensés (Униженные и оскорбленные)
- 2001 : Une colline en fleur dans un champ vide (Цветущий холм среди пустого поля)
- 2006 : Ellipses (ru) (Многоточие)
- 2008 : L'Événement (Событие)
- 2009 : Ivan le Terrible (ru) (Иван Грозный)
- 2010 : Élysée (Элизиум)

## Récompense
- 1999 : Festival du cinéma russe à Honfleur : prix du meilleur rôle masculin est attribué à  Nikita Mikhalkov dans le film Humiliés et Offensés